# Celox

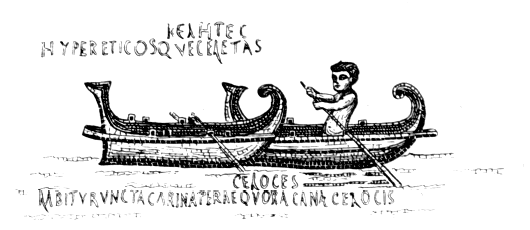
Representación artística del celox en un mosaico del yacimiento de Althiburos (Túnez).

El Celox,Celes o Celetes (en griego antiguo: κέλης, κελήτιον) era una embarcación ligera y rápida utilizada como auxiliar naval en la Antigua Grecia y Roma, así como en diversas misiones oficiales. Se atribuye su invención a los rodios destacándose por su velocidad y maniobrabilidad. Aunque fue empleado principalmente por piratas, también desempeñó un papel clave como nave auxiliar en flotas más grandes, facilitando la entrega de mensajes y la negociación con el enemigo. Su uso se documenta entre los siglos V y I a. C.

## Etimología y terminología
El término celox deriva del verbo griego κέλλω ("impulsar, urgir"), lo que resalta su rasgo distintivo: la velocidad. Además, la palabra griega κέλης también significaba "caballo de carreras", reforzando la asociación de la embarcación con la rapidez y la agilidad de un animal veloz.

## Diseño y construcción
El celox era una embarcación pequeña y estrecha, diseñada para maniobras rápidas. Carecía de cubierta y, por lo general, disponía de un solo banco de remos, lo que le confería una gran agilidad en el agua, aunque limitaba su capacidad para transportar personas y carga. Su construcción le permitía operar eficazmente en combates a corta distancia y desplazarse con rapidez. Dado que la tripulación era reducida, es probable que cada remero manejara dos remos. En fuentes antiguas, el celox a menudo era denominado ὀξύ ("afilado" o "rápido"), en alusión a su velocidad.
Por lo general, tenía menos de cuarenta remeros y su sistema de remado difería del de embarcaciones más grandes, que solían disponer de múltiples niveles de remeros. No se tienen registros sobre su arboladura, aunque es probable que llevara al menos una vela mayor. Su diseño lo hacía ideal tanto para la persecución como para la huida rápida. Al depender exclusivamente de los remos, no estaba condicionado por el clima, lo que le permitía desplazarse con precisión en diversos entornos. 

## Uso y función
El celox fue ampliamente utilizado en la piratería debido a su velocidad y maniobrabilidad, características esenciales para emboscar o escapar de embarcaciones más grandes. No obstante, también desempeñó funciones militares y oficiales de gran importancia. Con frecuencia, servía como embarcación auxiliar dentro de flotas mayores, facilitando la transmisión de noticias, la entrega de mensajes o incluso la negociación con el enemigo. Se cree que cada ciudad-estado griega mantenía celox para distintos fines oficiales, como las demosiakai akatoi (δημοσίαι ἄκατοι) en Atenas. Además, los papiros griegos hallados en Egipto sugieren que estos barcos también transportaban carga, presumiblemente cuando se requería un traslado rápido.